# Kagerup (Gribskov Kommune)
 For alternative betydninger, se Kagerup. (Se også artikler, som begynder med Kagerup)
Kagerup er en landsby i Nordsjælland med 392 indbyggere  (2024). Kagerup er beliggende i Mårum Sogn nær Solbjerg Engsø seks kilometer sydøst for Helsinge og 10 kilometer nord for Hillerød. Landsbyen tilhører Gribskov Kommune og er beliggende i Region Hovedstaden.
Kagerup Station er station på Gribskovbanen og beliggende i den østlige del af Kagerup, umiddelbart i kanten af Grib Skov.
Tidligere lå Flyvestation Kagerup i landsbyen, den er nu nedlagt og bygningerne solgt til Luthersk Mission, der driver lejrcenteret Hvidekilde på stedet.
Kagerup landsby omfattede i 1682 2 gårde og 1 hus uden jord. Det samlede dyrkede areal udgjorde 103,1 tønder land skyldsat til 30,02 tdr hartkorn. Dyrkningssystemet var trevangsbrug.